# Єллоу-Пайн (Айдахо)
Єллоу-Пайн (англ. Yellow Pine) — переписна місцевість (CDP) в окрузі Веллі штату Айдахо США. Населення — 32 особи (2010).

## Географія
Єллоу-Пайн розташований за координатами 44°57′39″ пн. ш. 115°29′7″ зх. д. / 44.96083° пн. ш. 115.48528° зх. д. (44.960701, -115.485412).  За даними Бюро перепису населення США в 2010 році переписна місцевість мала площу 2,58 км², з яких 2,55 км² — суходіл та 0,03 км² — водойми.

### Клімат
| Клімат : Єллоу-Пайн     | Клімат : Єллоу-Пайн | Клімат : Єллоу-Пайн | Клімат : Єллоу-Пайн | Клімат : Єллоу-Пайн | Клімат : Єллоу-Пайн | Клімат : Єллоу-Пайн | Клімат : Єллоу-Пайн | Клімат : Єллоу-Пайн | Клімат : Єллоу-Пайн | Клімат : Єллоу-Пайн | Клімат : Єллоу-Пайн | Клімат : Єллоу-Пайн | Клімат : Єллоу-Пайн |
| Показник                | Січ.                | Лют.                | Бер.                | Квіт.               | Трав.               | Черв.               | Лип.                | Серп.               | Вер.                | Жовт.               | Лист.               | Груд.               | Рік                 |
| Абсолютний максимум, °C | 12,8                | 17,2                | 23,9                | 29,4                | 31,7                | 33,3                | 38,3                | 35,6                | 33,9                | 28,3                | 20,6                | 10,6                | 38,3                |
| Середній максимум, °C   | 0,7                 | 3,7                 | 7,2                 | 10,9                | 16,3                | 21,0                | 26,8                | 26,7                | 21,2                | 14,3                | 4,5                 | 0,2                 | 12,8                |
| Середній мінімум, °C    | −12,7               | −11,6               | −7,7                | −4,5                | −0,9                | 1,9                 | 4,1                 | 2,9                 | −0,8                | −4,1                | −7,7                | −12,4               | −4,4                |
| Абсолютний мінімум, °C  | −37,2               | −36,1               | −28,9               | −20                 | −8,9                | −5,6                | −3,3                | −6,1                | −10,6               | −20,6               | −28,9               | −36,1               | −37,2               |
| Норма опадів, мм        | 82                  | 66                  | 61                  | 50                  | 51                  | 49                  | 27                  | 26                  | 40                  | 44                  | 88                  | 96                  | 678                 |
| Днів з опадами          | 14                  | 11                  | 11                  | 11                  | 10                  | 10                  | 5                   | 6                   | 6                   | 7                   | 13                  | 14                  | 118,0               |
| ----------------------- | ------------------- | ------------------- | ------------------- | ------------------- | ------------------- | ------------------- | ------------------- | ------------------- | ------------------- | ------------------- | ------------------- | ------------------- | ------------------- |
| Джерело: WRCC           |                     |                     |                     |                     |                     |                     |                     |                     |                     |                     |                     |                     |                     |

## Демографія
Згідно з переписом 2010 року, у переписній місцевості мешкали 32 особи в 21 домогосподарстві у складі 8 родин. Густота населення становила 12 особи/км².  Було 115 помешкань (45/км²).
Расовий склад населення:
| - 93,8 % — білих - 0,0 % — осіб інших рас |

До двох чи більше рас належало 6,3 %. Частка іспаномовних становила 0,0 % від усіх жителів.
За віковим діапазоном населення розподілялося таким чином: 0,0 % — особи молодші 18 років, 53,1 % — особи у віці 18—64 років, 46,9 % — особи у віці 65 років та старші. Медіана віку мешканця становила 61,0 року. На 100 осіб жіночої статі у переписній місцевості припадало 166,7 чоловіків;  на 100 жінок у віці від 18 років та старших — 166,7 чоловіків також старших 18 років.
Цивільне працевлаштоване населення становило 32 особи. Основні галузі зайнятості: будівництво — 100,0 %.